# Коробов, Степан Яковлевич
Степан Яковлевич Коробов (1911—1965) — участник Великой Отечественной войны, пулемётчик 337-го стрелкового полка (54-я стрелковая дивизия, 31-я армия, 3-й Белорусский фронт), ефрейтор. Герой Советского Союза.

## Биография
Родился в 1911 году в селе Ануйское, ныне Смоленского района Алтайского края, в семье крестьянина. Русский.
Окончил начальную школу. Работал в колхозе.
В Красной Армии в 1933—1935 годах и с августа 1941 года. Член ВКП(б)/КПСС с 1943 года.
Ефрейтор Степан Коробов отличился в январе-феврале 1945 года при прорыве обороны фашистов в Восточной Пруссии. Огнём из пулемёта уничтожал вражескую пехоту, подавлял огневые точки, отважно и находчиво действовал в критических ситуациях.
После войны был демобилизован. С 1953 года работал на руднике в пгт Темиртау Таштагольского горсовета Кемеровской области. Жил в Новокузнецке.
Умер 12 декабря 1965 года.

## Награды
- Звание Героя Советского Союза присвоено 19 апреля 1945 года (награда № 6160)[2].
- Награждён орденом Ленина и медалями.

## Память
- Имя Героя увековечено на Мемориале Славы в городе Барнауле.
- Коробов С. Я. внесён в Энциклопедию Алтайского края.
- Памятник Герою в 1992 году установлен в селе Ануйское[3].